# Chateaugay (villa)
Chateaugay es una villa ubicada en el condado de Franklin en el estado estadounidense de Nueva York. En el año 2000 tenía una población de 798 habitantes y una densidad poblacional de 286 personas por km².

## Geografía
Chateaugay se encuentra ubicada en las coordenadas 44°55′33″N 74°4′42″O / 44.92583, -74.07833.

## Demografía
Según la Oficina del Censo en 2000 los ingresos medios por hogar en la localidad eran de $34,000, y los ingresos medios por familia eran $35,750. Los hombres tenían unos ingresos medios de $33,333 frente a los $25,096 para las mujeres. La renta per cápita para la localidad era de $16,436. Alrededor del 16.3% de la población estaban por debajo del umbral de pobreza.